# Geoffrey Allen (clérigo)
Geoffrey Gordon Allen (nascido em 1939) foi arquidiácono do noroeste da Europa de 1993 a 2004.
Allen foi educado no Salisbury and Wells Theological College. Foi ordenado diácono em 1966 e sacerdote em 1967. Após uma curadoria em Santa Maria a Virgem, Langley Marish, esteve com a Mission to Seamen até 1970. Ele então serviu em Roterdão, Voorschoten, Haia, Arnhem, Nijmegen, Twente e Haarlem.